# Oberer Pfauenteich
Der Obere Pfauenteich ist eine kleine Talsperre östlich von Clausthal-Zellerfeld. Der Kunstteich wurde im Zusammenhang mit dem Oberharzer Wasserregal von Oberharzer Bergleuten im 16. oder 17. Jahrhundert angelegt. Heute hat er noch eine Funktion als Hochwasserschutzteich für die Stadt Clausthal-Zellerfeld, darüber hinaus wird er auch zum Baden und Angeln genutzt. Wie alle Bauwerke des Oberharzer Wasserregals ist auch der Obere Pfauenteich seit dem Jahr 2010 Bestandteil des UNESCO-Weltkulturerbes Bergwerk Rammelsberg, Altstadt von Goslar und Oberharzer Wasserwirtschaft.

## Lage
Der Teich liegt etwa 2,5 Kilometer östlich des  Clausthaler Stadtzentrums und ist nur fußläufig erreichbar. Die Stauanlage stellt den zweithöchsten Teich der sogenannten „Pfauenteichkaskade“ dar. Oberhalb liegt der Hirschler Teich, dessen luftseitiger Dammfuß direkt an die Stauwurzel des Oberen Pfautenteiches grenzt. Unterhalb liegen der Mittlere und der Untere Pfauenteich. Weiter unterhalb befindet sich der Eulenspiegler Teich.

## Beschreibung
Wie bei allen Oberharzer Teichen im Raum Clausthal-Zellerfeld wurde der Staudamm als Erdbauwerk, das heißt mit einer Erd- und Felsschüttung erstellt. Dieses Dammschüttmaterial wurde örtlich gewonnen und ist von überwiegend steiniger Substanz. Verdichtungsarbeit wurde nicht durchgeführt, zumindest liegen darüber keine Abrechnungsunterlagen vor. Das erklärt, warum sich die Dämme auch heute, nach mehr als 300 Jahren, immer noch um mehrere Millimeter im Jahr setzen.
Es handelt sich hier um einen Teich der „Alten Bauart“, das heißt, seine Rasensodendichtung befindet sich an der wasserseitigen Böschung und der Grundablass (Striegel) wurde bis in die 1970er-Jahre über ein im Wasser stehendes Striegelhaus betätigt. Seit den 1970er-Jahren erfolgt die Striegelbedienung durch eine hydraulische Vorrichtung, doch das Rohr ist noch als historisches Holzgerenne konstruiert.
Unmittelbar unterhalb (nördlich) des Oberen Pfauenteiches befindet sich der Mittlere Pfauenteich. Dessen Stauwurzel reicht bis an den luftseitigen Dammfuß heran und kann ihn bei Hochwasser zum Teil mit einstauen. Deshalb befand sich ursprünglich auch eine Wellenschutzmauer in diesem Bereich, damit die Wellen des Mittleren Pfauenteichs den Damm des Oberen Pfauenteiches nicht beschädigen. Da aus Gründen der Talsperrensicherheit und des Hochwasserschutzes der Mittlere Pfauenteich nicht mehr so hoch eingestaut wird, wird diese Mauer nicht mehr gepflegt und ist mittlerweile weitgehend zugewachsen.
Auf einer Berme auf der Luftseite wurde bis in das 19. Jahrhundert Wasser des Jägersbleeker Grabens über den Damm geführt, das dann im Bereich des westlichen Dammendes in den Dorotheer Kehrradgraben floss, der es den Wasserrädern der Grube Dorothea zuführte. Der Graben ist seit Stilllegung der Grube hier außer Betrieb; doch lässt sich die Geländekontur noch gut erkennen.

## Bauwerkshistorie

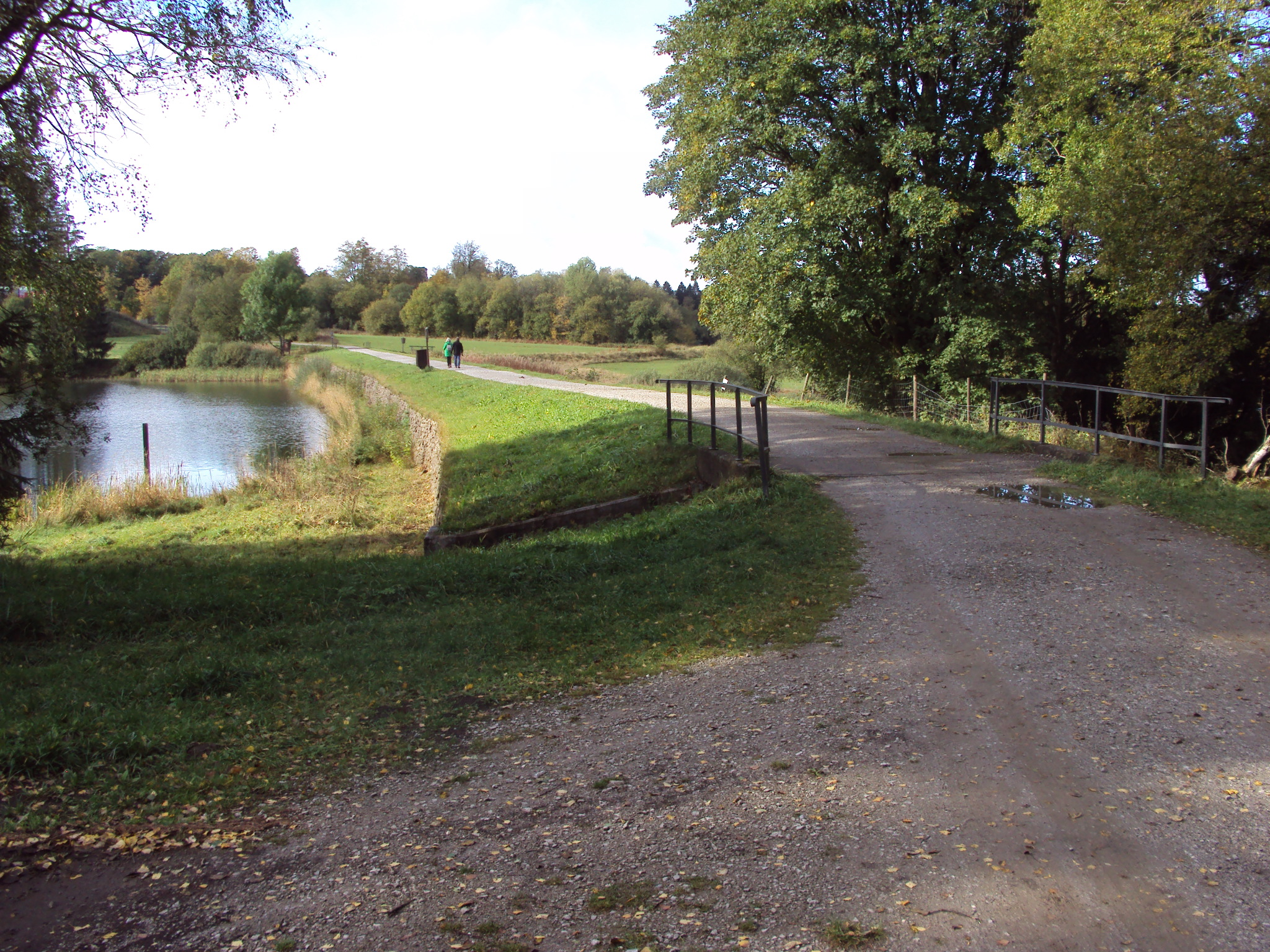
Damm und Wasserfläche des Oberen Pfauenteiches (2020)

In einer Dokumentation der Preußag aus dem Jahre 1964 lässt sich erkennen, dass der Damm zu der Zeit wasserseitig noch keine Wellenschutzmauer hatte und dass der Teich noch über ein im Wasser stehendes Striegelhaus verfügte. Das Striegelhaus wurde um 1972 abgerissen. Etwa in den Jahren muss auch eine Wellenschutzmauer errichtet worden sein, die man hier ausnahmsweise aus Betonbordsteinen errichtete. Die Wellenschutzmauer hatte sich nicht bewährt, Teile von ihr stürzten immer wieder ein. 2012 ersetzten die Harzwasserwerke die Betonsteinmauer durch Trockenmauerwerk aus Grauwackesteinen.
Letztmals wurde der Teich 1991 vollkommen entleert, um Reparaturarbeiten an der Hydraulik des Grundstriegels durchzuführen.

## Einzugsgebiet, Wasserwirtschaft

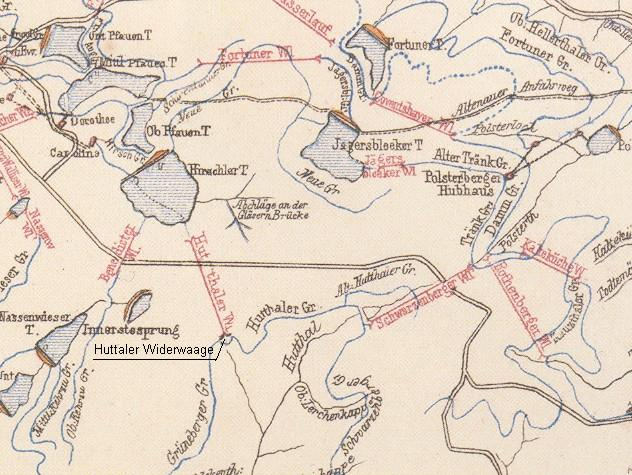
Der Obere Pfauenteich und das dortige Grabensystem (1868)

Das Einzugsgebiet des Oberen Pfauenteiches ist nur gering besiedelt und besteht überwiegend aus Wald und Wiesenflächen.
Der Stausee erhält nur sehr geringe Zuflüsse. Den Großteil seines Einzugsgebietes staut der Hirschler Teich an, der sein Wasser zur Versorgung der Gruben Caroline und Dorothea zur Verfügung stellte. Heute wird sein Wasser zum größten Teil zur Trinkwasserversorgung genutzt. Daher kann der Obere Pfauenteich in der Regel nur Wasser aus dem kleinen Zwischeneinzugsgebiet erhalten, welches aber im Westen durch den Dorotheer Kehrradgraben weitgehend abgeschnitten wird. Zusätzlich wird er noch mit 80 m³/Tag Spülabwasser des Wasserwerkes beschickt.
Um den Zufluss zu erhöhen, wurde bis in das 19. Jahrhundert der Schierentanner Graben betrieben, der allerdings auch nur in sehr nassen Perioden Wasser aus dem Bereich östlich des Teiches herangeführt haben dürfte.
Der Grundablass gibt das Wasser in den unterhalb gelegenen Mittleren Pfauenteich, von dem aus es weiter zur Grube Elisabeth und weiteren Bergwerken des Burgstätter Gangzuges geführt werden konnte.

## Sonstiges

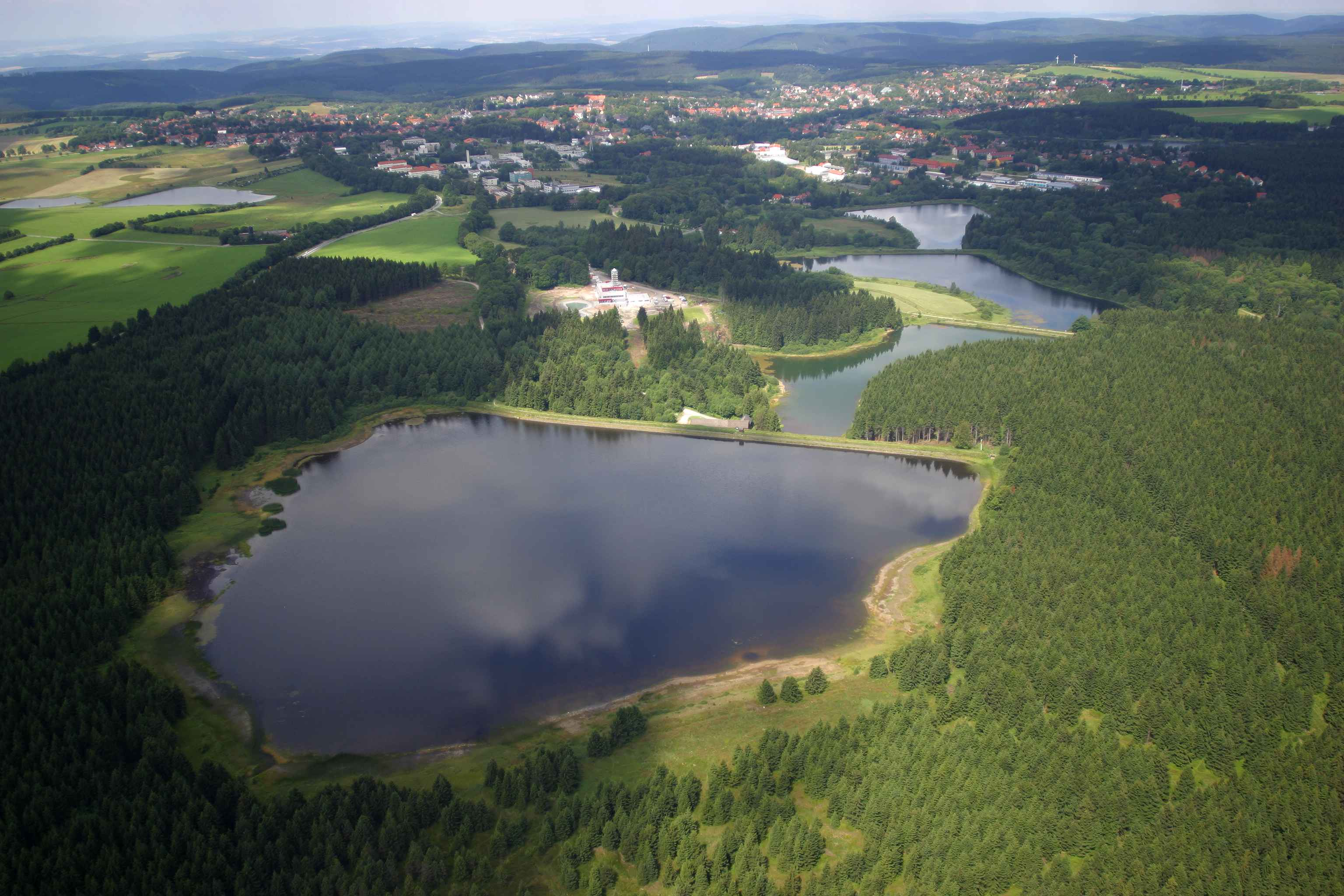
Pfauenteichkaskade bestehend aus Hirschler Teich (vorn), dahinter Oberer, Mittlerer und Unterer Pfauenteich

Während im Hirschler Teich aufgrund seines Wasserschutzgebietes und im Mittleren sowie Unteren Pfauenteich wegen früherer Rüstungsaltlasten ein Bade- und Angelverbot besteht, darf im Oberen Pfauenteich als einzig nicht belastetem Teich eine Freizeitnutzung stattfinden, was auch rege genutzt wird.